# Tsar (char)
Pour les articles homonymes, voir Tsar (homonymie).
Le Tsar (aussi connu sous le nom de Нетопырь, Netopyr, signifiant « chauve-souris Pipistrellus », ou char Lebedenko, d'après le patronyme de son inventeur) est un prototype de blindé de l'Empire russe développé au début de la Première Guerre mondiale. Le projet fut abandonné après les premiers essais, qui déterminèrent que le char n'était pas assez puissant et qu'il était vulnérable à l'artillerie.

## Caractéristiques

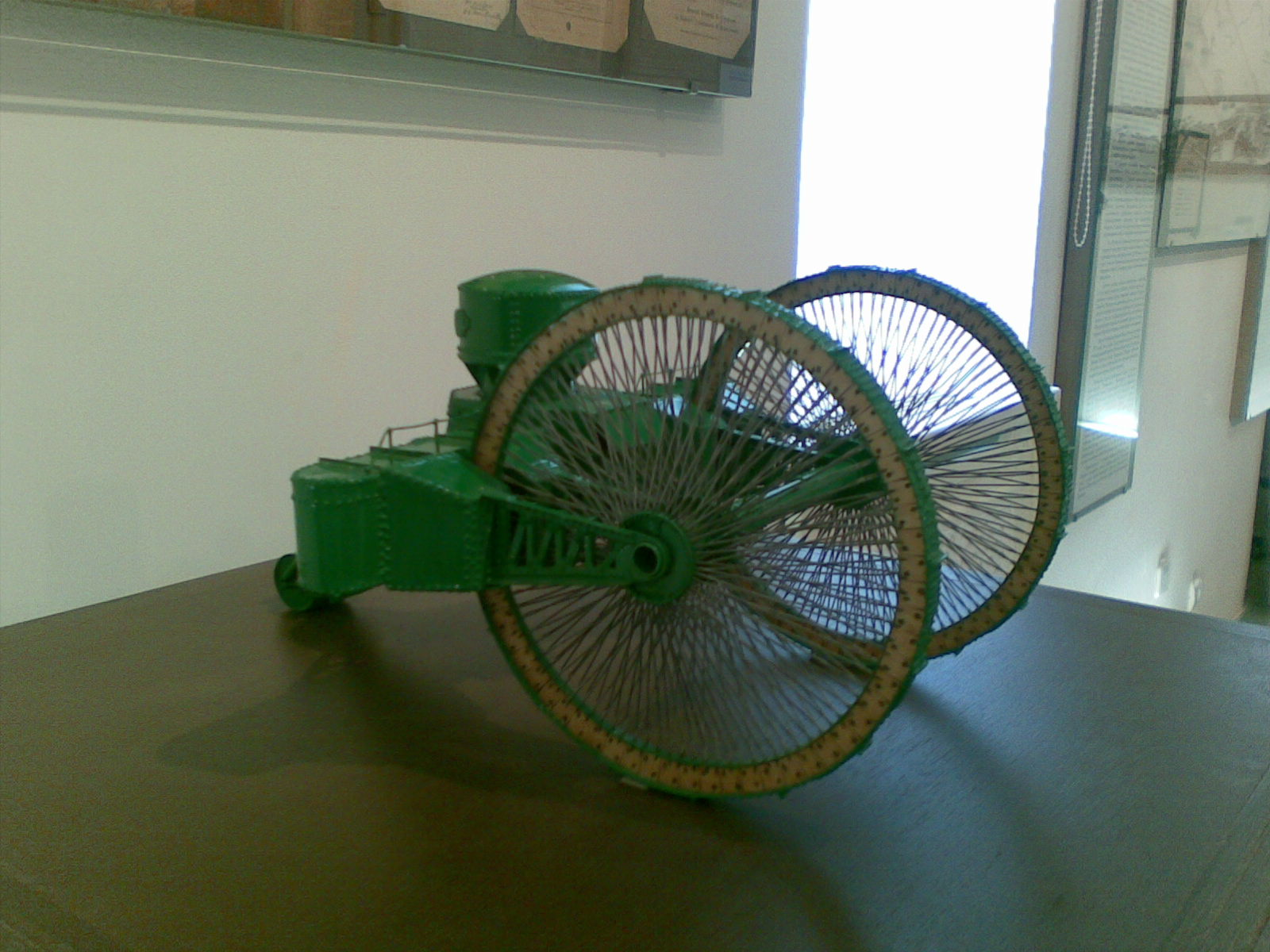
Maquette du blindé.

Le char était original par son concept dessiné par Nicolas Lebedenko et présenté en janvier 1915 à Nicolas II. 
Cet engin est un tricycle : les roues avant avaient presque 9 m de diamètre et la roue arrière, plus petite, mesurait seulement 1,5 m de diamètre. D'un poids de près de 40 tonnes, il mesurait presque 15 m de longueur. Il était équipé d'une tourelle supérieure armée de mitrailleuses Maxim, placée à presque 8 m de haut et de deux canons supplémentaires installés dans les côtés de la caisse. D'autres armes devaient équiper le ventre de la structure.
Il était propulsé par deux moteurs Maybach de 240 chevaux provenant d'un Zeppelin et il pouvait se déplacer à une vitesse de 15 km/h. Son équipage devait comprendre une dizaine d'hommes,. 
Le véhicule fut notamment surnommé Netopyr parce que le prototype, incliné vers l'arrière par sa petite roue, ressemblait à une chauve-souris en train de dormir. 
Les énormes roues avaient été conçues pour franchir des obstacles importants mais, à cause d'erreurs de calcul sur la répartition des masses, la petite roue arrière s'enfonçait facilement dans la boue et la terre molle, tandis que les grandes ne suffisaient pas à sortir l'engin de cette situation. Ces défauts furent jugés rédhibitoires lors de tests devant une haute commission le 27 août 1915 pendant lesquels le blindé s'embourba,. On laissa le char là où avaient eu lieu ces essais, dans le village d'Orudievo où le véhicule avait été rapidement assemblé en grand secret, à environ 60 km au nord de Moscou, jusqu'à ce qu'il soit démoli dans les années 1920. Le projet avait bénéficié d'un budget de 250 000 roubles (équivalent à plus de deux millions d'euros dans les années 2010).